# Hilarigona rubripes
Hilarigona rubripes är en tvåvingeart som beskrevs av Philippi 1865. Hilarigona rubripes ingår i släktet Hilarigona och familjen dansflugor. Inga underarter finns listade i Catalogue of Life.